# Хасмонејци
Хасмонејци или Хесмонеји (хебр. חשמונאים) - су били јеврејска свештеничка породица из насеља Модин (која се налазила на граници Јудеје и Самарије) којој су припадали и свети мученици Макавеји. Хасмонејска династија је владала Јудејом у периоду од 166.-37. п. н. е., односно, били су на челу јеврејског народа од почетка устанка против Селеукидског царства 167. п. н. е.

## Порекло имена
Име "Хасмонејци" спомињу историчар Јосиф Флавије, Мишна и Талмуд, међутим, у Књизи о Макавејима није пронађен назив Хасмонејци. Јосиф производи име "Хасмонејци" од свог прадеда Матитиахуа; Истраживачи предлажу везу овог имена са селом Хасхмон, Хасхмон регион, итд.

## Успон династије
Када је дошао на власт у Селеукидском царству 175. п. н. е., Антиох IV Епифан је настојао да убрза процес хеленизације народа на том простору, укључујући и Јевреје. У лето 167. п. н. е. Антиох је објавио низ декрета директно усмерених против јудаизма као религије. Прогон је био незапамћен за древни свет. То је изазвало сукоб између хеленистичке популације и јеврејског и осталих народа, с друге стране. Почео је устанак у децембру 164. п. н. е. у коме су побуњеници заузели Јерусалим. Јеврејска држава је обновљена 142. п. н. е.
Први вођа побуњеника био је свештеник Мататија Хасмонеј, а затим његов трећи син Јуда Макавеј. После смрти Јуде, најмлађи од браће, Јонатан, постао је вођа, а затим велики свештеник. Као резултат завере, он је убијен 143. п. н. е. Други син Мататије, Симон, који је у ту сврху окупио Велико веће у Јерусалиму, постао је званично изабрани владар, високи свештеник и врховни командант Јудеје. Ово звање је постало наследно и требало је да се преноси и на његове потомке "све док се не буде појавио прави маесија". Од тог тренутка, се сматра да је установљена владавина династије Хасмонеја.
Симон је у то време имао сукоб са његовим зетом Птоломејом, кога је именовао за владара Јерихона. Птоломеј је одлучио да уз помоћ Антиоха VII преузме власт у Јудеји. У том циљу, у фебруару 134. п. н. е., он је намамио Симона и његова два сина на гозбу и убио их.
Трећи Симонов син Симона који је преживео, задржао је власт и постао етзарх. Он је спровео низ успешних кампања освајања, проширујући границе својих поседа, придруживши Масонејском краљевству Моаб, Идумеју и Самарију.
Хиркан је умро 104. п. н. е. Насупрот његовој вољи, према којој је његов најстарији син Аристобулу требало да постане велики свештеник, а секуларна власт остане у рукама његове мајке, Аристобул се прогласио краљем и затворио мајку у тамницу, где је и умрла. Тројица његове браће такође су били у тамници. Сам Аристобул је умро годину дана касније, а трећи син Хиркана, Александар Јанеј, постао је краљ. Удовица Аристобула постала је супруга Јанеја.
Јенеј је успешно наставио освајања свог оца и припојио краљевство обалног подручја од планине Кармел до Газе. Поред тога, он је освојио и Декаполис и Петру. У исто време, током његое владавине започео је грађански рат који су изазвали фарисеји. До времена његове смрти 76. п. н. е. постигнут је интерни споразум о миру у земљи.
После Александрове смрти, краљевство Јудеје је по први пут у историји водила једна жена (са изузетком узурпације Фатолије) - до 67. п. н. е. године владала је Саломе Александер (Схломзион). Њен син Јован Хиркан II постао је велики првосвештеник. Салома Александра је окончала рат у Јордану и послала свог сина Аристобула да освоји Дамаск. Истовремено, уз помоћ дипломатије, успела је да избегне инвазију арменских трупа под командом Тиграна II 
У последњим годинама живота Саломе Александре, свађа између њених синова довела је до грађанског рата и грађанског рата између присталица Хиркана и Аристобула. Ситуацију су искористили Римљани, који су у то вриеме сломили остатке Селеукидског царства и чије су трупе биле стациониране у Дамаску. Обе стране су покушале да привуку Римљане као савезнике. Командант Помпеј је интервенисао у сукобу на страни Хиркана. Његове трупе су 63. п. н. е. године ушле у Јерусалим, провалили су у Храм, заробили Аристобула и одвели их као заробљенике са синовима у Рим. Након тога, интервенција Рима довела је до пада монархије и губитка независности јеврејске државе за наредних 2000 година.
Хиркан је остао велики свештеник, али је моћ у Јудеји постепено прешла у руке његовог дворјанина - Антипатера Идумеја који је уживао поверење Римљана и именовао своје синове Ирода и Фазаела за управитеље у Галилеји и Јерусалиму. После Помпејеве смрти, Јулије Цезар је именовао Хиркана за етарха (владара).
После смрти Антипатера, власт у земљи је заправо прешла у руке његовог сина Ирода, иако је формално етарх и високи свештеник био Хиркан. Најстарији син Аристобула, Александар II Јудејски, побегао је из римског заточеништва и окупио трупе и подигао устанак 57. п. н. е., али су устаници поражени од стране Римљана у савезу са Антиптером. Други син Аристобула Антигон II формирао је савез са Партијцима и уз њихову помоћ у 40. п. н. е. покорио је Јудеју, ушао у Јерусалим и свргнуо Хиркана, обнављајући Хасмонејску династију на кратко].

## Пад Династије Хесмонеја
Ирод је био у могућности да добије подршку Римљана, и након три године у 37. п. н. е. поново је заузео Јудеју. Добивши краљевску круну из руку Римљана, погубио је заробљеног Антигону, посљедњег краља Хасмонеанске династије. Последњи велики свештеник Хасмонејаца био је Аристобул III - брат супруге Ирода Мариамне и унука Хиркана II. Бојећи се његовог утицаја међу народом, Ирод је наредио да га убију 35. п. н. е.
Сам Ирод је постао зачетник нове династије Иродијада.

## Значај у историји
Активности Хасмонејаца су успориле хеленизацију Јевреја. Напротив, постојала је религијска асимилација семитских народа који су настањивали Јудеју. Очување јудаизма као националне религије јевреја постало је важан фактор који је предодредио читаву каснију историју јеврејског народа.

## Династија Хисмонеја
- 140.–135. п. н. е. − Симон Макавеј
- 134.(110.)–104. п. н. е. − Јован Хиркан
- 104.–103. п. н. е. − Аристобул I
- 103.–76. п. н. е. − Александар Јанеј
- 76.–67. п. н. е. − Салома Александра
- 67.–66. п. н. е. − Хиркан II
- 66.–63. п. н. е. − Аристобул II
- 63.–40. п. н. е. − Хиркан II
- 40.–37. п. н. е. − Антигон II Мататија